# 리수이차오역
리수이차오역(立水桥站)은 베이징시 차오양구에 위치한 베이징 지하철 5호선과 13호선의 환승역이다. 13호선 역번호는 1310이다.

## 위치
이 역은 리탕로(立汤路)와 솽사 철로(双沙铁路, 동북환선)의 교차점의 서쪽에 있는데, 리수이교(立水桥)의 북쪽에 있어 이 역명을 얻었다.

## 출구
이 역에는 3개의 출구가 있다. : A(북), B1,B2(동)

## 역구조
13호선 역은 고가역, 5호선 역은 지상역으로, 5호선 궤도는 13호선 아래층에 있다. 두 역은 모두 상대식 승강장이다.

### 층별 구조
| 2층      | 13호선 승강장                       |                                                        |
| 2층      | 상대식 승강장, 오른쪽 출입문이 열림 |                                                        |
| 2층      | 선로                                | ← ■ 13호선 시즈먼 방면 (훠잉)                          |
| 2층      | 선로                                | ■ 13호선 둥즈먼 방면 (베이위안)→                       |
| 2층      | 상대식 승강장, 오른쪽 출입문이 열림 |                                                        |
| 1층      | 대합실, 5호선 승강장                | A출구, 매표소, 티켓 자동 발매기, 이카통(一卡通) 충전소 |
| 1층      | 상대식 승강장, 오른쪽 출입문이 열림 |                                                        |
| 1층      | 선로                                | ← ■ 5호선 쑹자좡 방면 (리수이차오난)                   |
| 1층      | 선로                                | ■ 5호선 톈퉁위안베이 방면 (톈퉁위안난)→                |
| 1층      | 상대식 승강장, 오른쪽 출입문이 열림 |                                                        |
| 지하 1층 | 5호선 대합실, 환승통로              | B출구, 매표소, 티켓 자동 발매기, 이카통(一卡通) 충전소 |

## 사진첩
- 5호선 승강장
- 5호선 대합실
- 13호선 승강장
- 이동통로
- 5호선과 13호선간의 연계선

## 인접역
| 베이징 지하철 5호선           | 베이징 지하철 5호선    | 베이징 지하철 5호선      |
| ----------------------------- | ---------------------- | ------------------------ |
| 톈퉁위안난 톈퉁위안베이 방면  | ■ 베이징 지하철 5호선  | 리수이차오난 쑹자좡 방면 |
| 베이징 지하철 13호선          |                        |                          |
| 젠차이청둥루 훠잉 시즈먼 방면 | ■ 베이징 지하철 13호선 | 베이위안 둥즈먼 방면     |